# ژیان‌بی

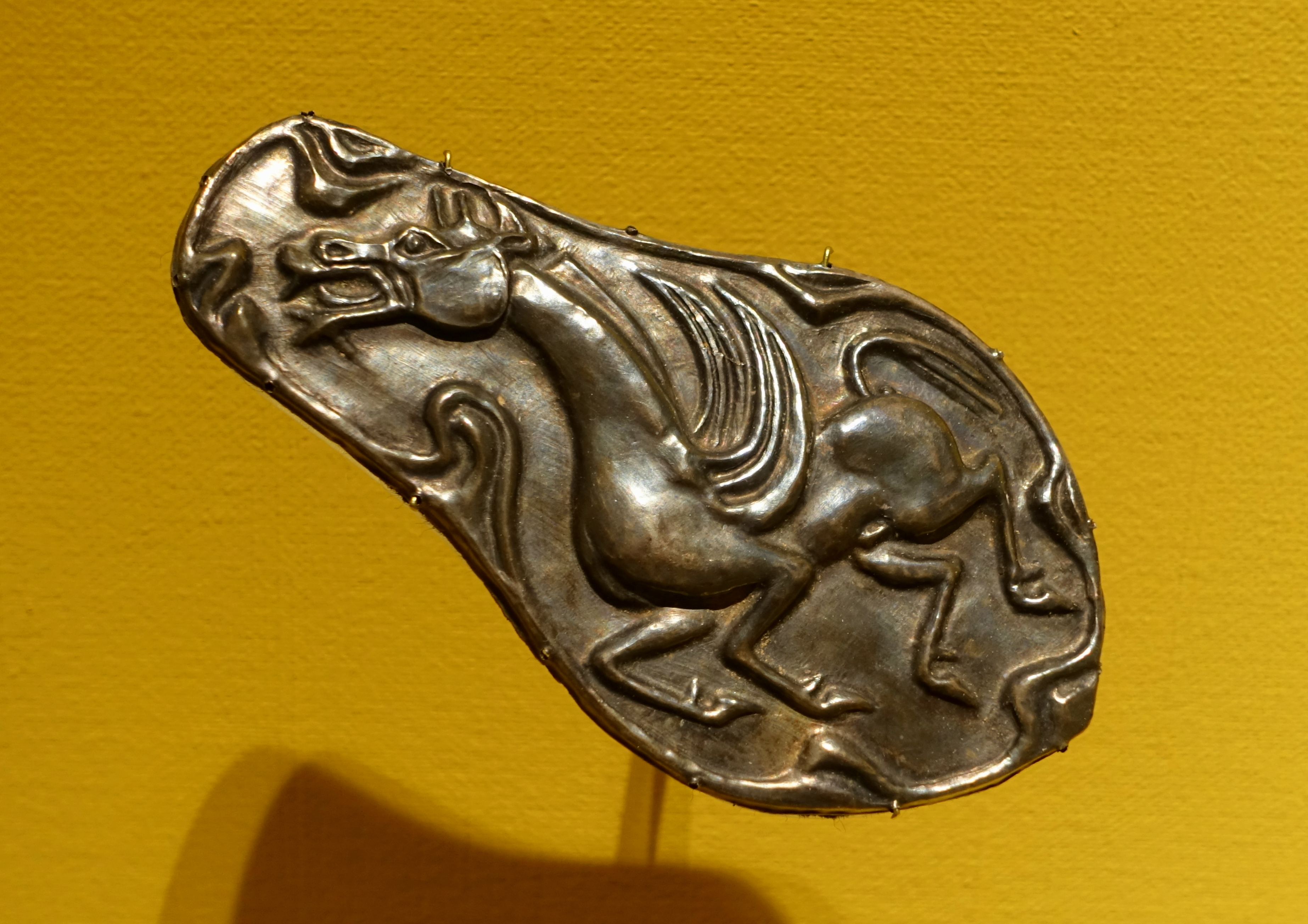
پلاک اسب پرنده، فرهنگ ژیان‌بی، استان مغولستان داخلی، چین. قرن ۱ قبل از میلاد تا قرن ۱ پس از میلاد.

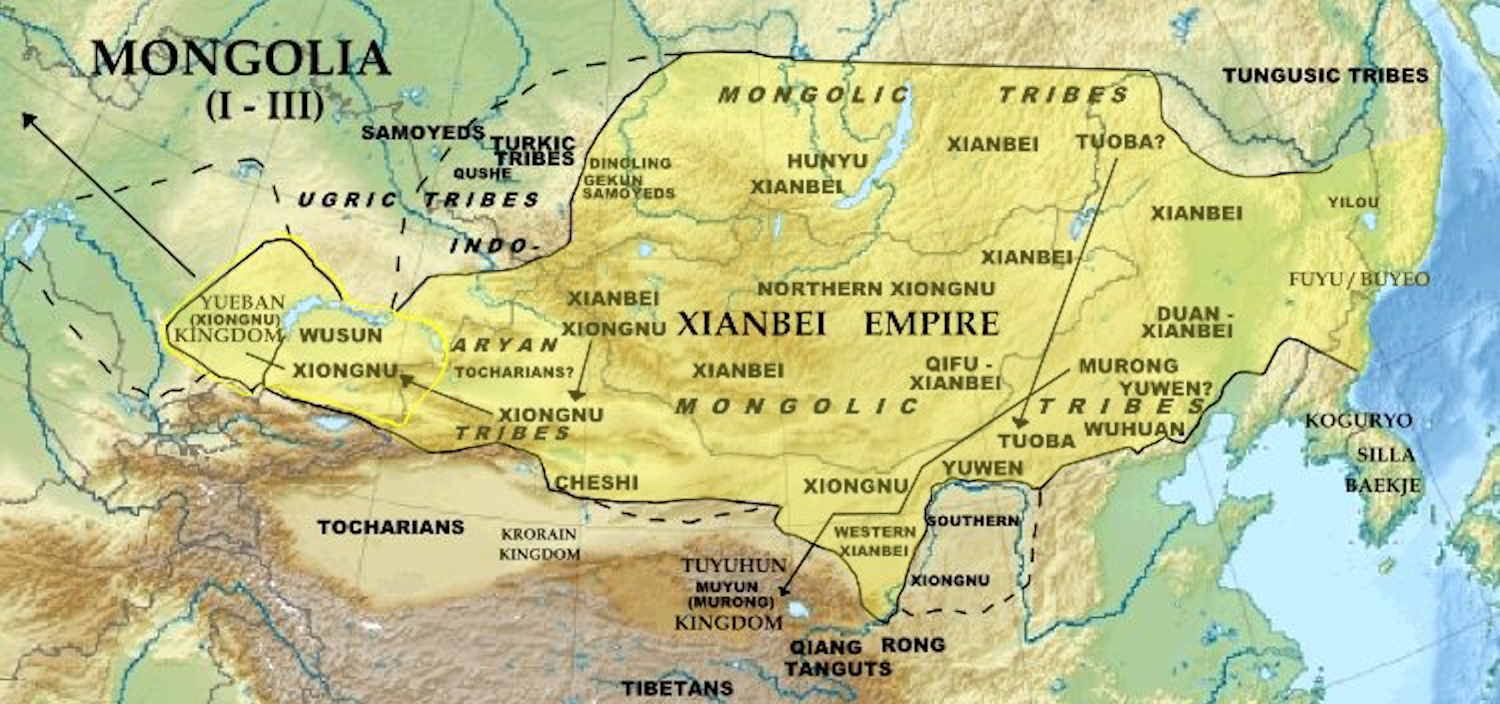
ژیان‌بی (قرن ۱–۳).

ژیان‌بی (‎/ʃjɛnˈbeɪ/‎; چینی ساده: 鲜卑; چینی سنتی: 鮮卑; پین‌یین: Xiānbēi) مردم کوچ نشین باستانی بودند که زمانی در استپ‌های شرقی اوراسیا در مناطقی که امروزه مغولستان، مغولستان داخلی و شمال شرقی چین نامیده می‌شود، ساکن بودند. ژیان‌بی‌ها به عنوان یک کنفدراسیون چند زبانه و چند قومی متشکل از مغول‌ها (که به زبان پیشا-مغولی، یا پیش-مغولی  و شبه مغولی صحبت می‌کردند ) اقوام تونگوز و ترک بودند. آنها از قوم دونگهو سرچشمه می‌گیرند که وقتی در پایان قرن سوم قبل از میلاد توسط شیونگنو شکست خوردند، به ووهوان و ژیان‌بی تقسیم شدند. ژیان‌بی تا حد زیادی تابع قدرت‌های محلی بزرگتر و سلسله هان بودند تا اینکه در سال ۸۷ پس از میلاد با کشتن شیونگنو چانیو یولیو به شهرت رسیدند. با این حال، برخلاف شیونگنو، ساختار سیاسی ژیان‌بی فاقد سازماندهی برای ایجاد چالشی جدی برای چینی‌ها در بیشتر اوقات خود به عنوان یک مردم عشایری بود.
پس از متحمل شدن چندین شکست در پایان دوره سه پادشاهی، شیان‌بی‌ها به جنوب مهاجرت کردند و در نزدیکی جامعه هان ساکن شدند و به عنوان دست نشانده تسلیم شدند و عنوان دوک به آنها اعطا شد. از آنجایی که قبایل ژیان‌بی مورونگ، توبا و دوان یکی از پنج بربر بودند که تابع سلسله‌های جین غربی و جین شرقی بودند، آنها در تحولات پنج بربر شرکت کردند، ابتدا به عنوان متحد جین قبل از جدا شدن از آنها و خودمختاری خود را اعلام کردند. در طول دوره شانزده پادشاهی، ژیان‌بی چندین حکومت کوتاه مدت در شمال چین تأسیس کرد. 
شیان‌بی‌ها در یک مقطع، همگی در معرض سلسلهٔ کین سابق به رهبری دی قرار گرفتند، پیش از این که مدت کوتاهی پس از شکست آن در نبرد رودخانه فی توسط جین شرقی، از هم پاشید. در پی فروپاشی شین سابق، توباها سلسله وی شمالی را تشکیل دادند و در نهایت شمال چین را دوباره متحد کردند و چین را وارد دوره سلسله‌های شمالی و جنوبی کردند. سلسله‌های شمالی، که همگی یا تحت رهبری شیان‌بی‌قرار داشتند یا به شدت تحت تأثیر شیان‌بی‌ها بودند، در یک مقطع زمانی مخالف و ترویج چینی‌سازی بودند، اما به سمت دومی گرایش پیدا کردند و توسط سلسله تانگ با جمعیت عمومی چین ادغام شدند. وی شمالی همچنین ترتیبی داد که نخبگان قومی هان با دختران قبیله امپراتوری توبا در دهه ۴۸۰ ازدواج کنند. بیش از پنجاه درصد از شاهزاده‌های توبا شیان‌بی از وی شمالی با مردان هان جنوبی از خانواده‌های امپراتوری و اشراف از جنوب چین از سلسله‌های جنوبی ازدواج کردند که فرار کرده و به شمال رفتند تا به وی شمالی بپیوندند.